# 노아 베스티언
노아 베스티언(Noah Bastian, 1979년 8월 26일 ~ )은 미국의 배우, 음악가이다.
산호세에서 태어났다.

## 영화
- 어드벤처 오브 푸드 보이 (2008, The Adventures of Food Boy)
- 아이스 스파이더 (2007년) - 채드 브라운 역
- 일렉트라 우먼 앤 다이나 걸 (2001년)
- 조니 카파할라, 눈 위의 서퍼 (1999년)